# Siphanthera foliosa
Siphanthera foliosa är en tvåhjärtbladig växtart som först beskrevs av Charles Victor Naudin, och fick sitt nu gällande namn av John Julius Wurdack. Siphanthera foliosa ingår i släktet Siphanthera och familjen Melastomataceae. Inga underarter finns listade i Catalogue of Life.